# 64 Geminorum
64 Geminorum är en vit stjärna i huvudserien i stjärnbilden Tvillingarna.
64 Geminorum har visuell magnitud +5,06 och är väl synlig för blotta ögat vid normal seeing. Den befinner sig på ett avstånd av ungefär 175 ljusår.